# Quảng trường Phố cổ

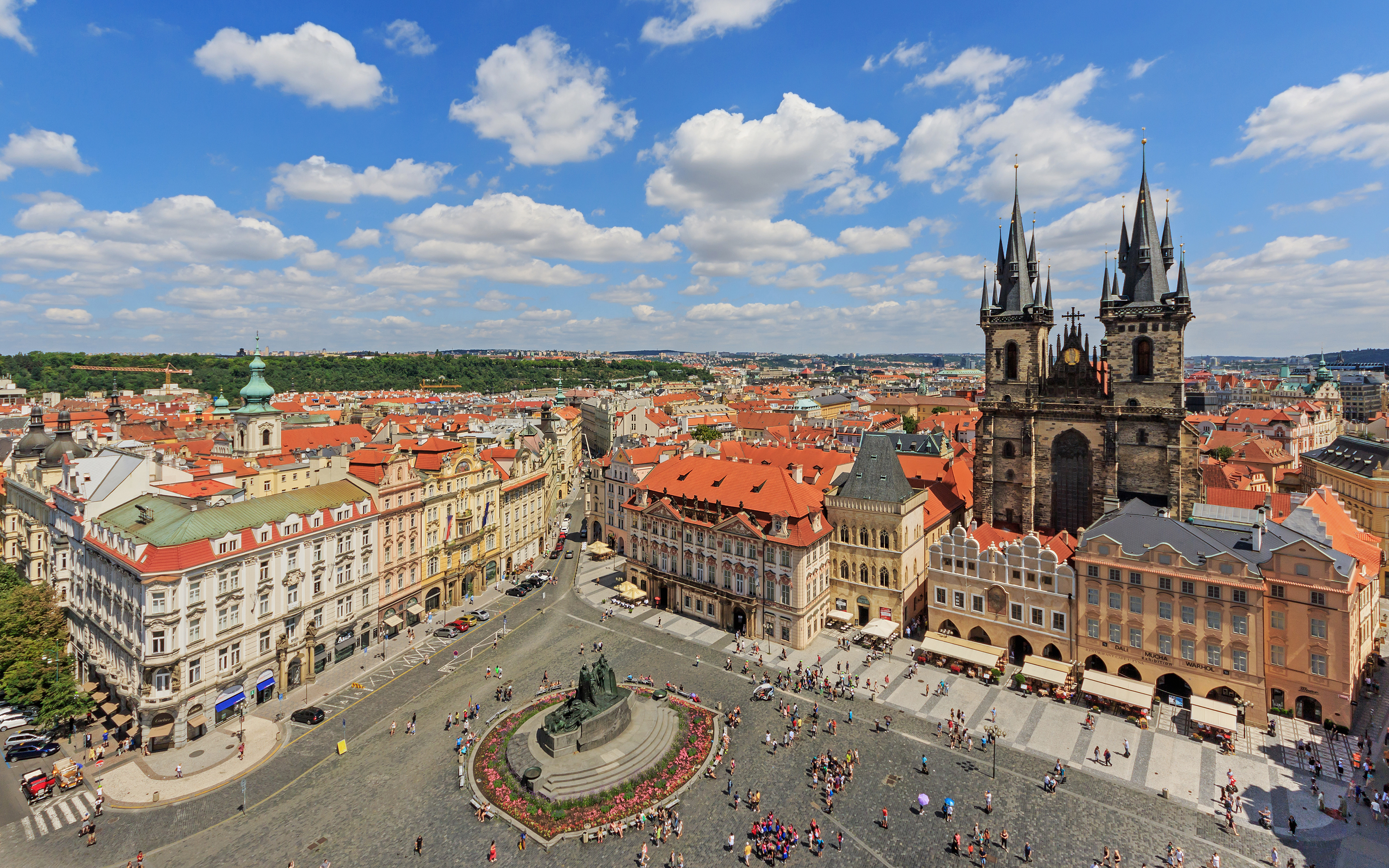
Quảng trường Phố cổ (2016)

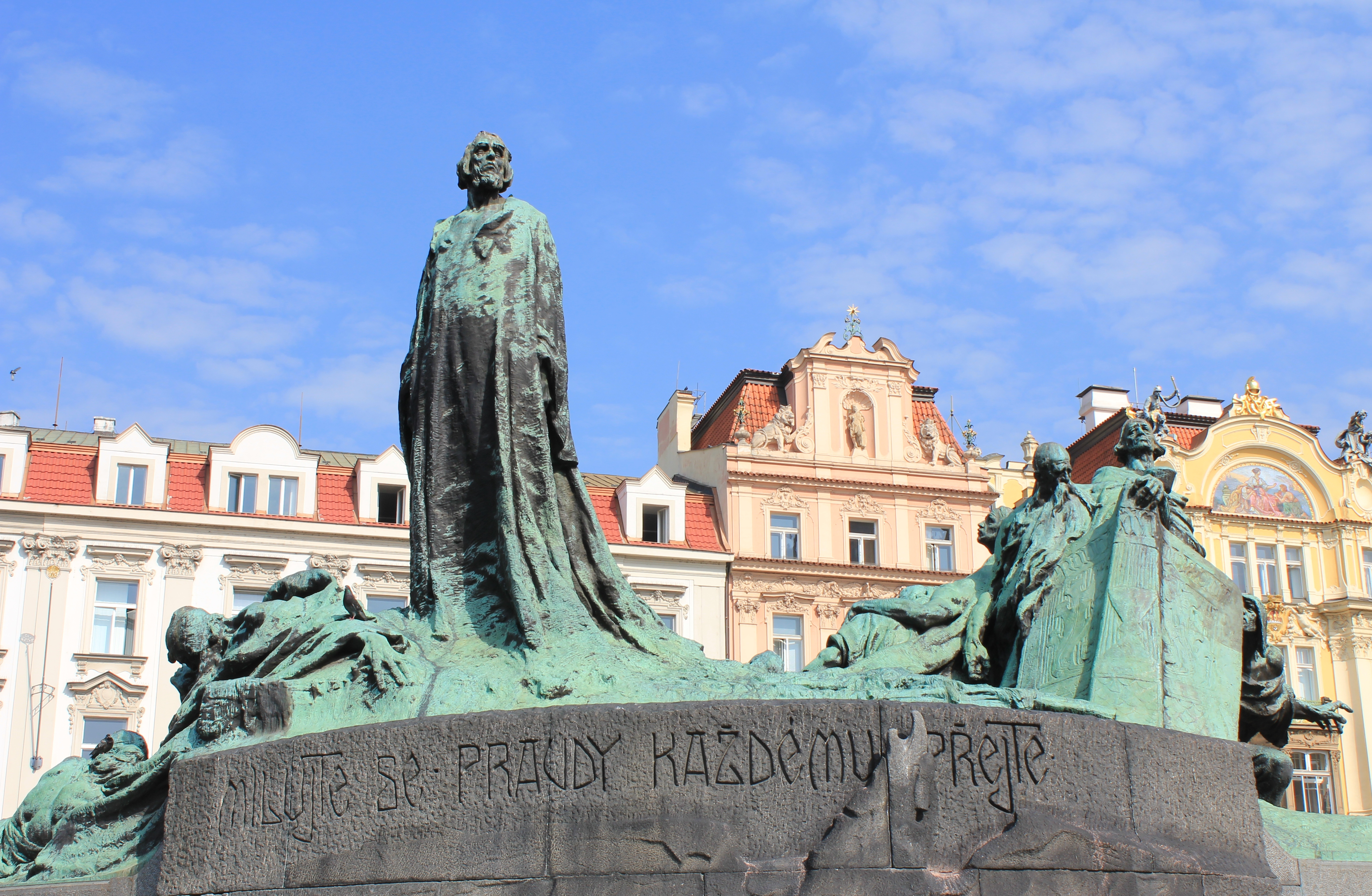
Đài tưởng niệm Jan Hus (2014)

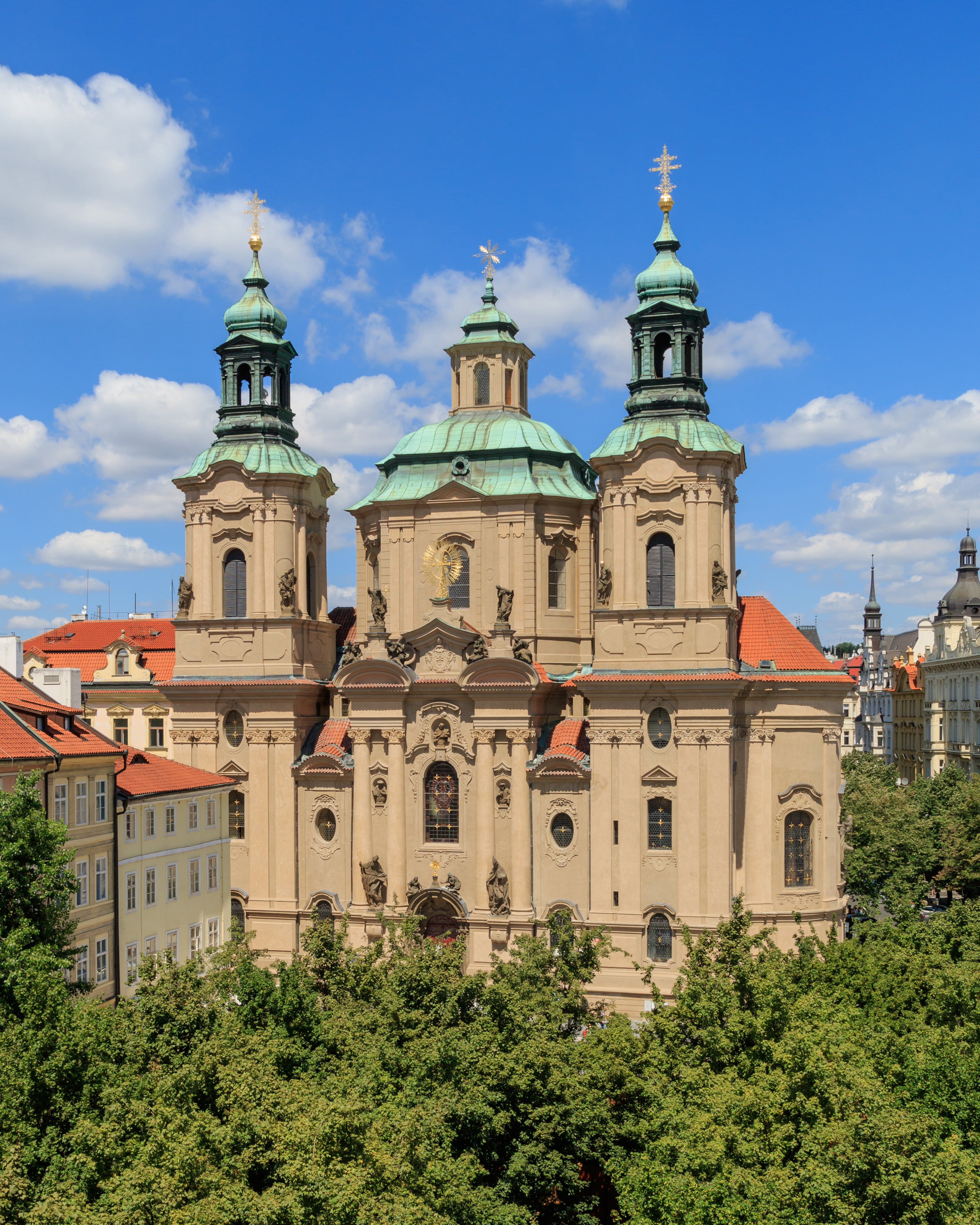
Nhà thờ Thánh Nicholas (2016)

Quảng trường Phố cổ (tiếng Séc: Staroměstské náměstí) là một trong những quảng trường lịch sử tuyệt đẹp và nổi tiếng, tọa lạc ở Phố Cổ Praha, Cộng hòa Séc. Quảng trường Phố cổ nằm giữa quảng trường Václav và cầu Karl. Đây là một di sản văn hóa quan trọng của thủ đô  Praha, hoạt động như một địa điểm tổ chức các sự kiện văn hóa, thu hút rất đông khách du lịch vào mùa hè cũng như vào các dịp lễ hội.

## Địa danh
Xung quanh quảng trường Phố cổ là các di tích văn hóa nổi tiếng với nhiều phong cách khác nhau, chẳng hạn như:
- Nhà thờ Đức Mẹ trước Týn (Phong cách kiến trúc Gothic).
- Nhà thờ Thánh Nicholas (Phong cách kiến trúc Baroque).[1]
- Cung điện Kinský (Nay là một bảo tàng nghệ thuật thuộc quyền quản lý của Phòng trưng bày Quốc gia).[2]
- Đài tưởng niệm Jan Hus.[3]
- Đồng hồ Thiên văn Praha.

## Sự kiện
Quảng trường Phố cổ là nơi tổ chức chợ Giáng sinh ở Praha. Vào lễ Giáng sinh và lễ Phục sinh, các phiên chợ được tổ chức trên quảng trường sao cho giống như những phiên chợ thời Trung cổ. Đây được đánh giá là chợ Giáng sinh lớn nhất ở Cộng hòa Séc và thu hút hàng trăm nghìn du khách đến thăm.